# Rue Auguste-Dorchain
La rue Auguste-Dorchain est une voie du 15e arrondissement de Paris, en France.

## Situation et accès
La rue Auguste-Dorchain est une voie publique située dans le 15e arrondissement de Paris. Elle débute au 1, rue Joseph-Liouville et se termine au 2, rue Quinault.

## Origine du nom

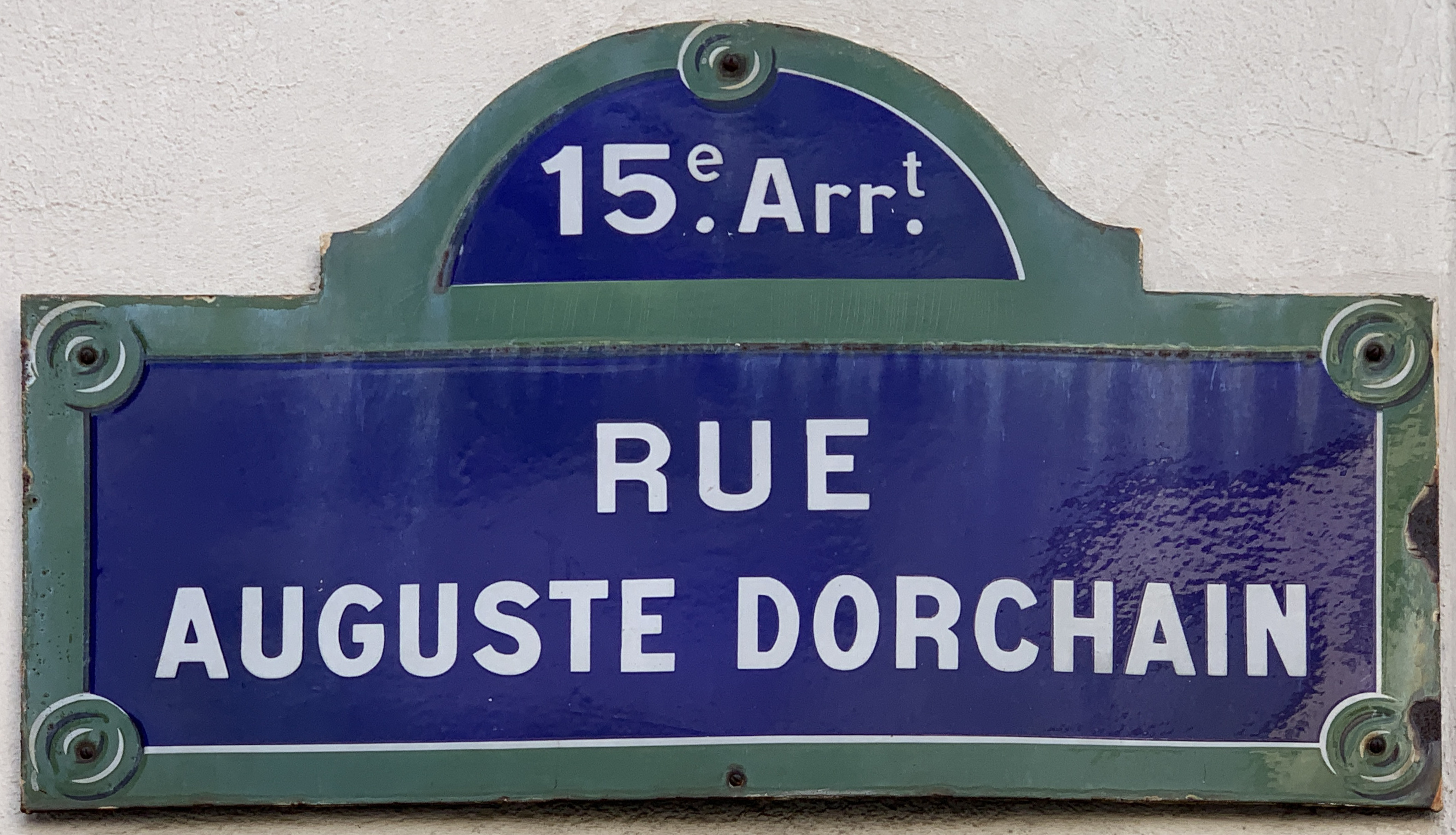
Plaque de la rue.

Elle porte le nom du poète Auguste Dorchain (1857-1930). 

## Historique
Cette voie est indiquée sur le plan cadastral de 1811 de l'ancienne commune de Grenelle. Ancien pourtour du théâtre de Grenelle, la rue prend son nom actuel en 1932.

## Bâtiments remarquables et lieux de mémoire
- Angle no 4 rue Auguste-Dorchain, rue Joseph-Liouville : « immeuble plat »[1].